# 축치어파
축치어파 또는 추코트카어파(Chukotkan languages)는 러시아 북동 지방의 추코트카와 캄차카반도 북부에 걸친 지대에서 사용되는 축치캄차카어족의 언어들이다. 더 남부에서 쓰이는 캄차카어파와는 먼 친척 관계이다.
본래 축치어와 코랴크어로만 이루어진 것으로 여겨져 왔는데, 현대에 와서는 소수 방언인 케레크어와 알류토르어가 충분히 큰 차이점을 보인다는 데서 다른 언어로 분류하는 학자들도 있다. 다만 관점에 따라서는 축치어파 전체를 한 언어의 여러 방언군으로 볼 수도 있다.

## 분류
- 알루토르어
- 축치어
- 케레크어
- 코랴크어